# A Poor Relation
A Poor Relation er en amerikansk stumfilm fra 1921 instrueret af Clarence G. Badger.

## Medvirkende
- Will Rogers som Noah Vale
- Sylvia Breamer som Miss Fay
- Wallace MacDonald som Johnny Smith
- Sidney Ainsworth som Sterrett
- George B. Williams som Mr. Fay
- Molly Malone som Scallops
- Robert DeVilbiss som Rip
- Jeanette Trebaol som Patch
- Walter Perry som O'Halley